# Plagiogramma singulistrius
Plagiogramma singulistrius är en skalbaggsart som först beskrevs av Hinton 1935.  Plagiogramma singulistrius ingår i släktet Plagiogramma och familjen stumpbaggar. Inga underarter finns listade i Catalogue of Life.